# Roel D'Haese

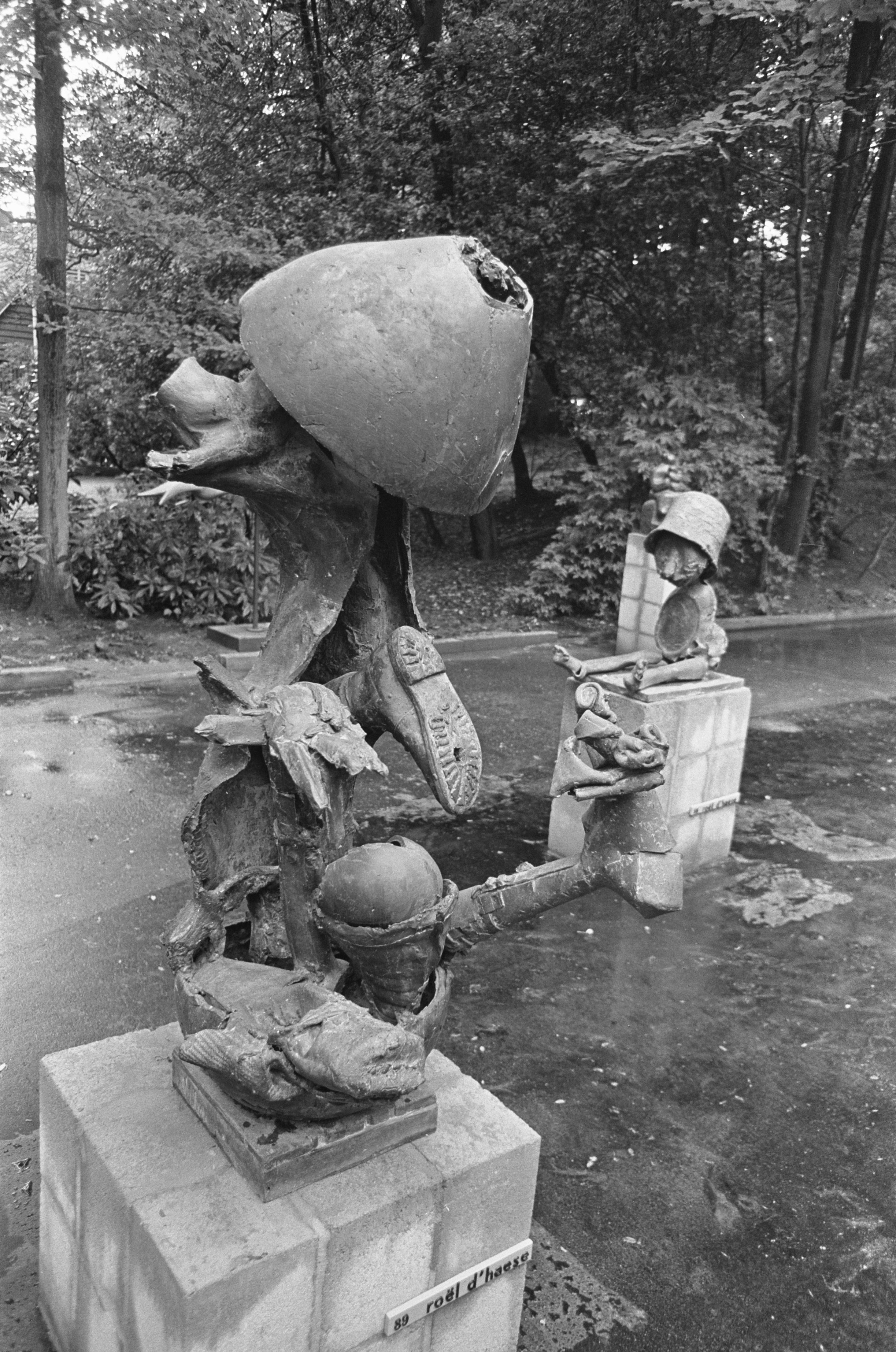
Beeld aan Lumumba door D'Haese (Sonsbeek 1966)

Roel D'Haese (Geraardsbergen, 26 oktober 1921 – Brugge, 18 mei 1996) was een Vlaamse beeldhouwer en grafisch kunstenaar. Hij wordt gezien als de bekendste Vlaamse surrealistische beeldhouwer. Roel was getrouwd met de dichteres Chris Yperman.

## Levensloop
Roel zag het levenslicht in Geraardsbergen in 1921 als broer van Reinhoud D'Haese en Begga D'Haese, beiden ook beeldhouwers met een opvallende stijl. Van 1935 tot 1938 liep hij academie in Aalst. Daarna woonde hij in Sint-Genesius-Rode en werkte hij aan het Brusselse ter Kameren onder de hoede van Oscar Jespers. In 1954 werd hem de net ingestelde Prijs Jonge Belgische Beeldhouwkunst toegekend, waardoor de kunstverzamelaar Bénédict Goldschmidt zijn werk toevoegt aan zijn kunstverzameling.

### Sculpturaal werk
1953 vormt een scharnierjaar in het leven van Roel. Hij heeft altijd in steen gewerkt, strevend naar de zuivere lijn en zeer ingehouden vormen. Wegens rugklachten en na een heelkundig ingrijpen moet hij het rechtstreeks kappen in steen opgeven. Dan start hij met smeedwerk dat hij van jongs af geleerd had bij de smid Jef de Mot in Aalst. Van hem onthield hij dat werken met metaal de vaste hand van de goede handwerksman vereist en diens wonderbaarlijke, instinctieve inzicht in de grondstof. Met die techniek schept hij vanaf 1953 vreemde menselijke en dierlijke schepselen die ondanks hun kleine schaal altijd krijgshaftig, machtig en dreigend overkomen. Deze samengeschroefde of gelaste assemblages hebben ook altijd iets primitiefs of barbaars. Roel D'Haese was de eerste die deze assemblagetechniek aanwendde. Hij kwam er van terug naarmate het een mode of een decoratietechniek werd. Vanaf 1955 legt hij zich toe op het bronsgieten, met aanvankelijk het zandvormprocedé en naderhand de verlorenwastechniek. Het werk De Grote onverlaat (1957) is een van de gegoten kunstwerken die hij vanaf dan verwezenlijkt.
In 1958 werden zijn sculpturen zoals Falbeldier en De Pelgrim geselecteerd voor de 29ste Biënnale van Venetië. In datzelfde jaar krijgt hij een solotentoonstelling in het Paleis voor Schone Kunsten in Brussel. In 1959 stond hij op Documenta II. Voor de Expo 58 in Brussel ontwerpt hij het monumentale werk De meerkat dat een wijfjesaap voorstelt en dat geplaatst wordt voor het Faunapaleis. In de zomer van 1965 exposeert hij samen met César Baldaccini en Jean Tinguely in het Musée des Arts décoratifs in Parijs. Daarmee is de standaard voor de nieuwe beeldhouwkunst gezet.

In 1969 maakte hij het monumentaal grote beeld L'Aviateur voor het Brusselse metrostation Hermann-Debroux. The song of evil, een ruiterbeeld in 1964, is een van zijn meesterwerken, maar zijn monument voor Jan de Lichte, bestemd als hulde aan Louis Paul Boon, lokte een rel uit en werd in 1981 geweigerd door de stad Aalst waarvoor het oorspronkelijk bestemd was. Het beeld kwam in 1987 ten slotte in het beeldenpark Middelheim in Antwerpen terecht.  Sinds 12 december 2009 staat het op de Bolivarplaats op het Antwerpse Zuid voor het nieuwe gerechtsgebouw.
Al had Roel D'Haese lak aan ismen en miskende hij kunststromingen, toch kan niet ontkend worden dat zijn grillig onverwachte gedrochten van een ver doorgedreven abstraherend surrealisme getuigen. Hij laat inderdaad passioneel onbestaande nieuwe vormen ontstaan tot nieuw ongewoon en totaal onverwacht assemblagebeeld.

### Grafisch werk
Nauw aansluitend bij zijn sculptuur schiep hij tussen 1957 en 1980 ook een uitgebreid grafisch werk, rondom wrang-sarcastische mens- of dierfiguren. Hij verrast met tekeningen die hij dromerig en met vrije hand uit zijn pen heeft laten vloeien als een vorm van ontspanning na vele uren arbeid in de smidse van zijn atelier. In deze tekeningen herken je nog de beeldhouwer en ook de constructeur met ijzer. Alechinsky schrijft daarover: "Wanneer Roel neerstrijkt op het papier, klinkt zijn pen als een sprinkhaantje dat én de velden én de wolken hulde wil brengen, geen van beide raakt en toekijkt hoe wij maken en breken". Zijn tekeningen werden in 1977 geëxposeerd op Documenta VI in Kassel.

## Kunstverzameling Alla en Bénédict Goldschmidt
Een belangrijk deel van D'Haeses werk bevond zich in de Kunstverzameling Alla en Bénédict Goldschmidt, die na de schenking toeviel aan het Museum van Schone Kunsten in Brussel. Daaronder vallen de gesmede sculpturen Hagedissenbewegingen (1954), Fabeldier (1955), De pelgrim (1955), Legendarische figuur (1956), De grote onverlaat (1957) en de tekeningen Porseleinen engeltje (1958), Theatrale figuur (1958), Bijbels landschap (1958), Overbevolkte spelonk (1959) en De grote en de kleintjes (1959). In 1965 schiep hij in opdracht van Goldschmidt het 1,20 m hoge bronzen beeld Dicky als Jezus van Praag.
De mecenas Bénédict Goldschmidt en zijn vrouw Alla hebben D'Haese vanaf de toekenning van de Prijs Jonge Belgische Beeldhouwkunst in 1954 voortdurend gesteund met regelmatige aankopen van nieuw werk in een vroeg stadium.

## Epiloog
Om gezondheidsredenen was Roel D'Haese sinds 1965 in Nieuwpoort aan de Belgische kust gaan wonen. Hij kwam er echter nooit in contact met de lokale bevolking, niettegenstaande zijn internationale bekendheid. Hij stierf in Brugge op 18 mei 1996 na een langdurige ziekte. Zijn vrouw Chris Yperman schreef 15 in memoriam gedichten in een uitgave voorzien van een inleiding Mijn vriend en een gedicht voor Roel door Hugo Claus. Het boek met als titel Kaddisj voor Roel, is geïllustreerd met vluchtige tekeningen van de kunstenaar. Zijn vrouw Chris liet zich voor haar literair werk vaak inspireren door kunstwerken van Roel, bv. met de dichtbundel 49 sculptures, gedichten bij gouden beeldjes van zijn hand van 1971.

## Onderscheidingen
- 1954 Prijs Jonge Belgische Beeldhouwkunst
- 1980 eredoctoraat van de UGent

## Galerij

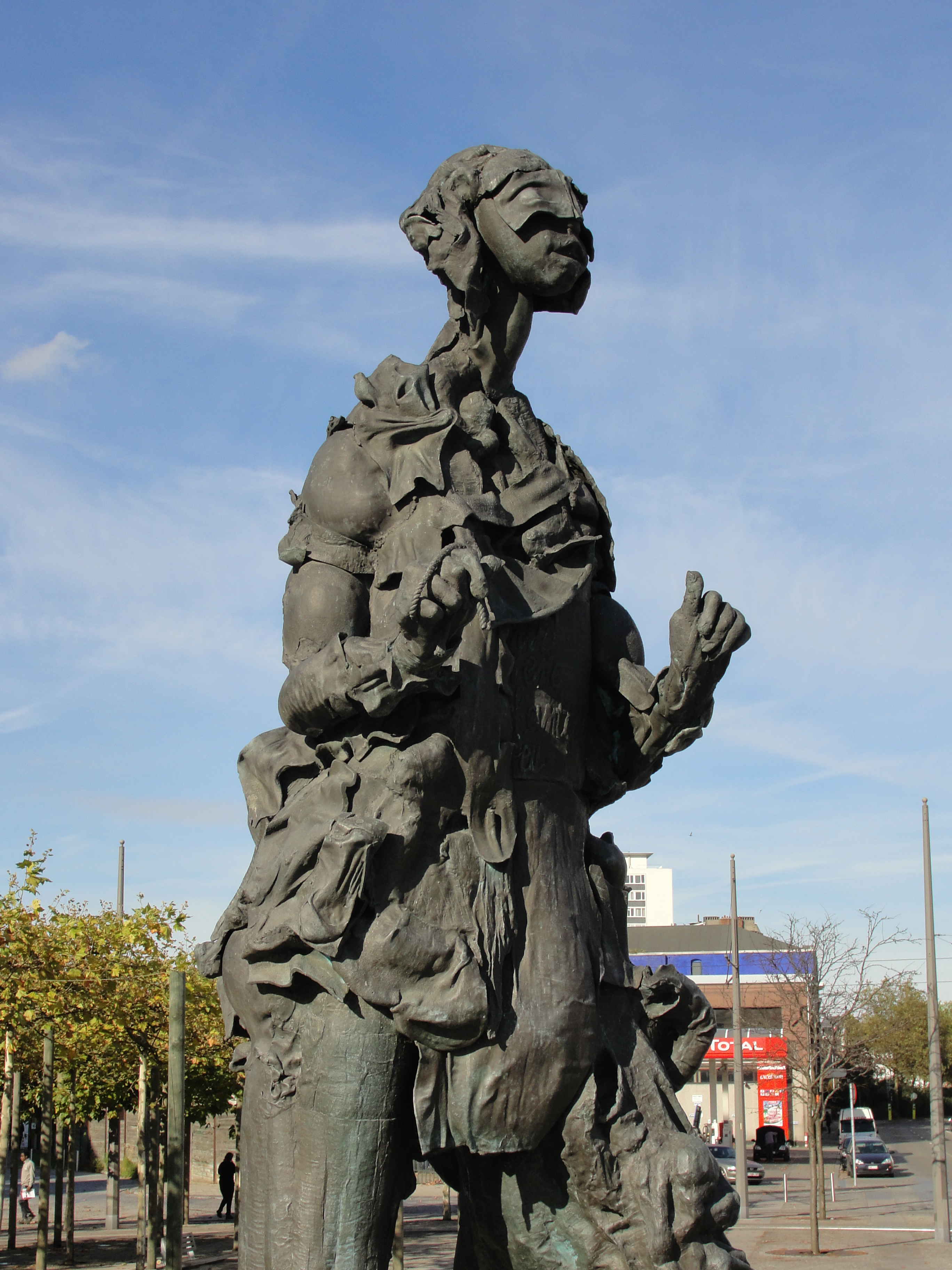
Jan de Lichte
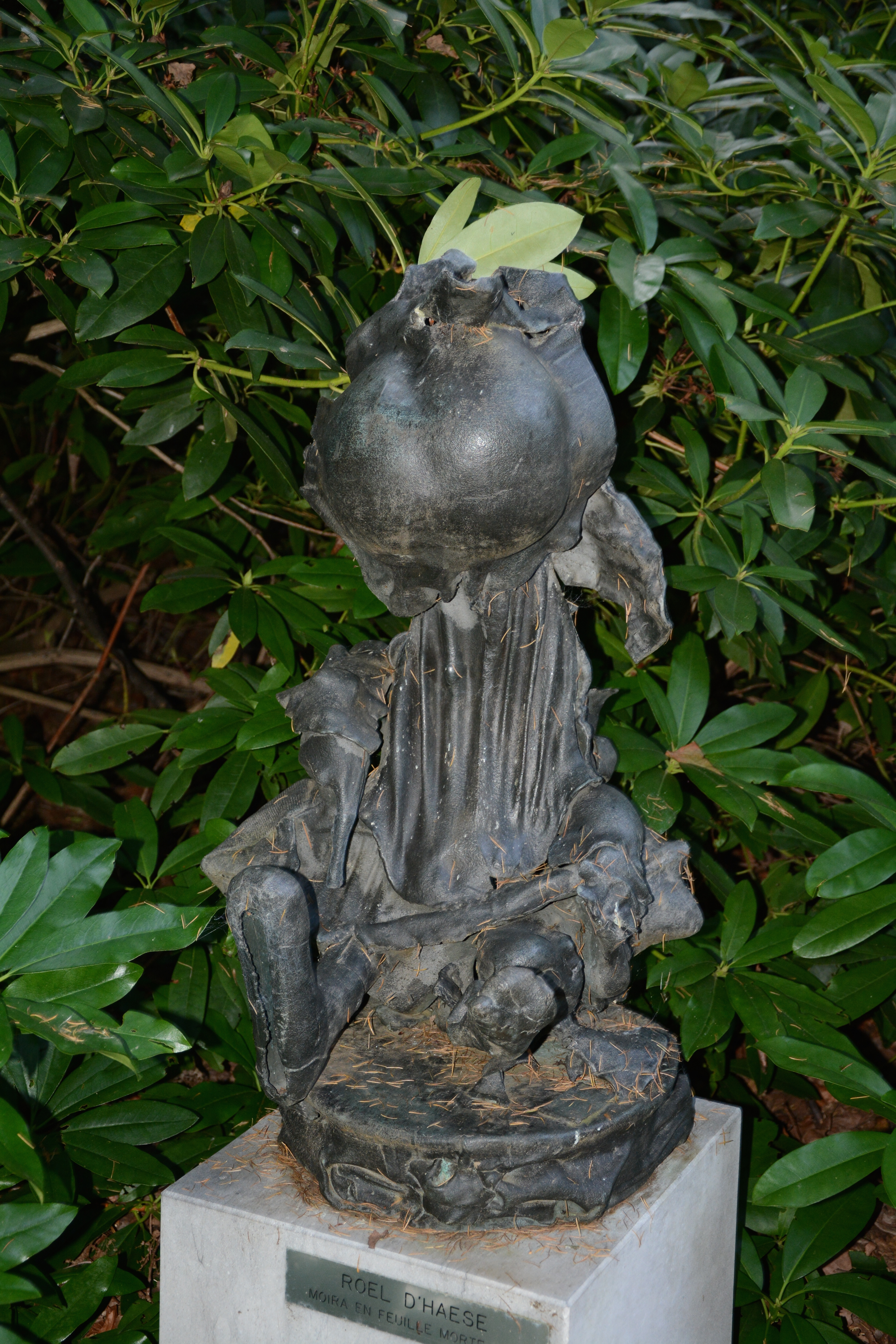
Moira en feuille morte
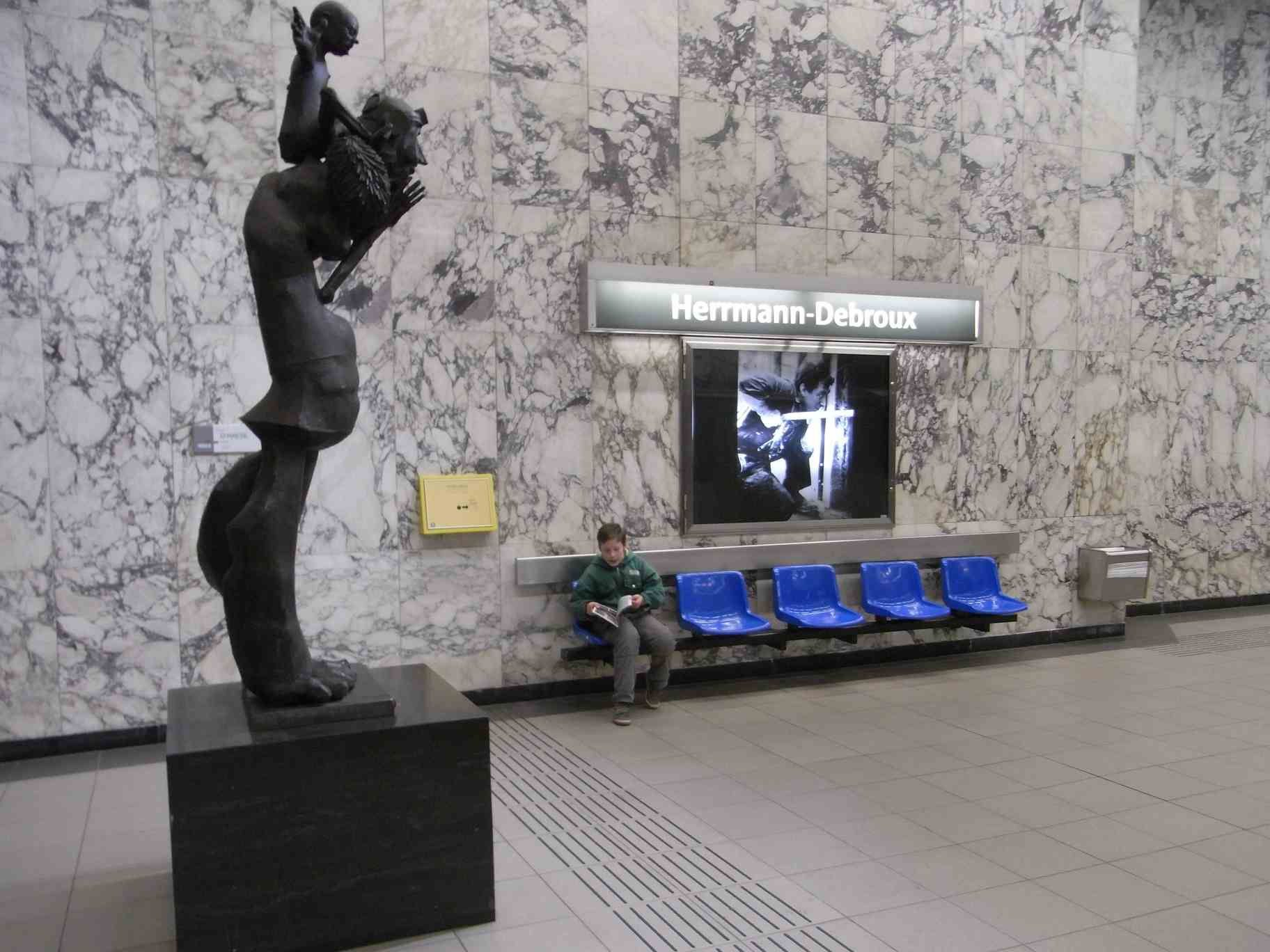
L’Aviateur, 1985, in metrostation Herrmann-Debroux
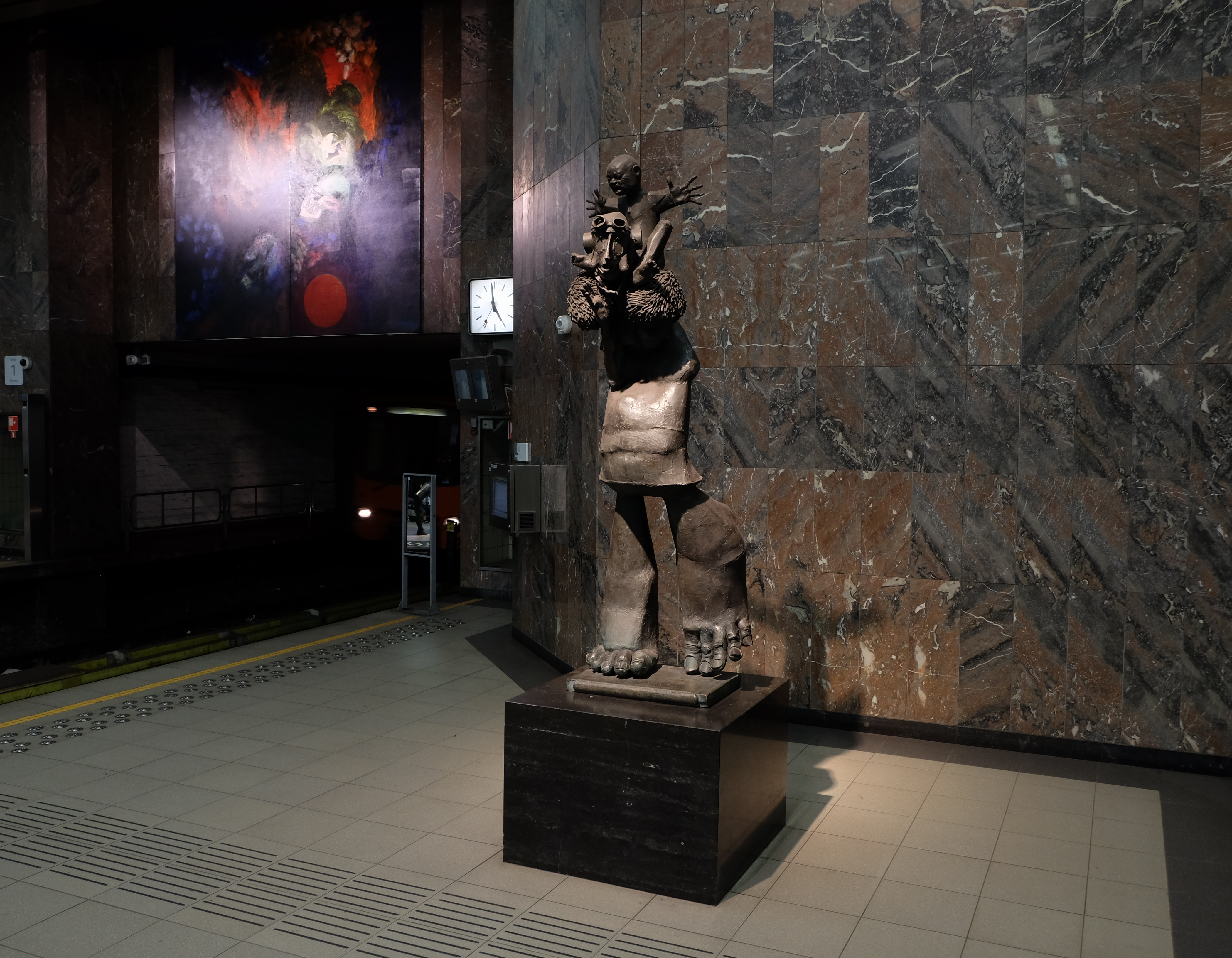
L’Aviateur, 1985, in metrostation Herrmann-Debroux